# Балка Кровецька
Ба́лка Краве́цька — один з об'єктів природно-заповідного фонду Донецької області, геологічна пам'ятка природи загальнодержавного значення.
Балка Кравецька – частина регіонального ландшафтного парку «Клебан-Бик».

## Розташування
Балка розташована в Краматорському районі Донецької області на відстані 0,8—1,0 км на південний схід від села Іванопілля в межах Костянтинівської міської громади.
Координати: 48° 27' 37" північної широти, 37° 47' 13" східної довготи.
Площа заказника — 15 га.

## Назва

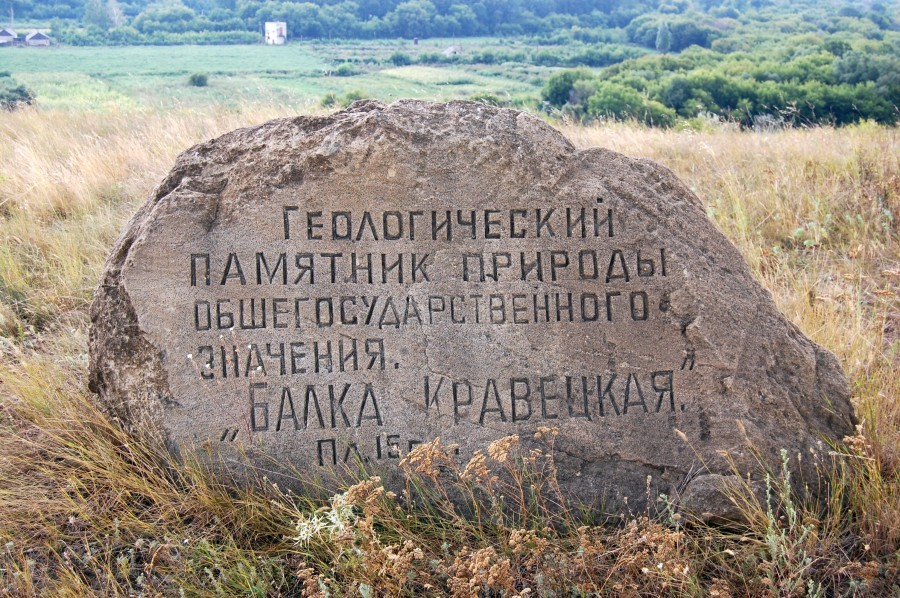
Балка Кравецька. Монументальна плита

Жителі найближчих населених сіл Іванопілля та Плещіївка з покоління в покоління передають легенду про виникнення назви балки. Вони стверджують, що назва пішла від імені місцевого різьбяра Кравця, який у балці видобував каміння.
На плані Катерининської провінції від 1 березня 1768 року, по правому берегу Кривого Торця по іншу сторону від впадіння в нього річки Клебан Бик, нанесена козацька ставка Кривецька.

## Загальна характеристика
Статус пам'ятки природи присвоєно розпорядженням Ради Міністрів УРСР № 780-р від 14 жовтня 1975 року.
Мета створення пам'ятки природи — збереження балки з унікальними відслоненнями араукаритової світи верхньокам'яновугільних відкладень з розривними порушеннями, які чітко видно на поверхні.
Основним завданням пам'ятки природи є:
- створення умов для збереження в природному стані унікальних у природоохоронному, науковому, пізнавальному та естетичному відношенні геологічних утворень;
- поширення екологічних знань серед населення регіону;
- підтримання загального екологічного балансу в регіоні.

Існує думка, що формування балки розпочалося в середині девонського періоду палеозойської ери, коли на місці сучасного Донецького кряжу у земній корі утворилася величезна Дніпровсько-Донецька западина. З півночі та північного сходу підступало море. Воно хлинуло у западину – і на значній території утворилася мілководна лагуна.
Через мільйони років на площі близько 12 км утворилося нашарування різноманітних осадових порід. У кінці кам’яновугільного періоду уся ця місцевість піддавалась сильним горотворним рухам, в результаті чого горизонтальні шари були зім’яті і підняті на поверхню. Утворилися складчасті гори, в які була включена і та частина, де розташована Кравецька балка. Так насправді виникла балка, чи ні – невідомо, проте ясно, що причина її формування – природні катаклізми – тектонічні процеси, повітряні та водні ерозії.
Оголення у вигляді дрібно роздроблених частинок дерев араукарій, які змішані з пісковиком. Роздроблення скам'янілих стовбурів дерев сталося в результаті бурхливих тектонічних процесів, водної та повітряної ерозії. Гірські породи утворили складчасте гірське утворення, їх зміщення яскраво виражено. Явище досить рідкісне, особливо в Донецькому вугільному басейні.
У балці м'які грубозернисті пісковики були зім'яті і витіснені сірими і сіро-зеленими дрібнозернистими пісковиками, в результаті чого складки м'яких крупнозернистих пісковиків знаходяться майже у вертикальному стані.
Балка з правого боку впадає в Кривий Торець. Недалеко від місця впадання балка розділена на дві частини. Одна частина балки йде в напрямку північного заходу, друга частина балки йде в напрямку північного сходу.